# Rigidoporus erectus
Rigidoporus erectus är en svampart som beskrevs av Corner 1987. Rigidoporus erectus ingår i släktet Rigidoporus och familjen Meripilaceae.   Inga underarter finns listade i Catalogue of Life.